# カルロ (カラブリア公)
カラブリア公カルロ（Carlo, Duca di Calabria, 1298年 - 1328年11月9日）は、ナポリ王ロベルト・ダンジョとヨランダ・ダラゴーナ（アラゴン王ペドロ3世の娘）との息子である。

## 生涯
ナポリに生まれ、父ロベルトの認可を得たおかげで1309年にカラブリア公となった。また王国の将軍代理にもなった。父の意図では1315年にフィレンツェの援軍の隊長として派遣しようとしていたが、最終的にはロベルトは決定を変え、任務を王弟ターラント公フィリッポ1世に渡した。そのナポリとフィレンツェを含んだ同盟はモンテカティーニの戦いで敗れた。
1316年にハプスブルク家のローマ王アルブレヒト1世の娘カタリーナ（イタリア語名カテリーナ、1295年 - 1323年）と結婚した。その死後、フランス王フィリップ6世の異母妹マリー・ド・ヴァロワ（イタリア語名マリーア、1309年 - 1332年）と再婚し、5子をもうけた。
- エリオーザ（Eloisa, 1325年）
- マリア（Maria, 1326年 - 1328年）
- カルロ・マルテッロ（Carlo Martello, 1327年4月13日フィレンツェ - 1327年4月21日）
- ジョヴァンナ（Giovanna d'Angiò, 1328年 - 1382年） - ナポリ女王（ジョヴァンナ1世）
- マリア（Maria di Calabria, 1329年 - 1366年） - アルバ女伯。ドゥラッツォ公カルロと結婚。

1325年のアルトパーショでのカストルッチョ・カストラカーニの勝利により、フィレンツェ人はカルロを「市のシニョーレ」に選出した。カルロは10年間その職に就いたあと、1326年に離れ、1327年に神聖ローマ皇帝ルートヴィヒ4世のイタリア遠征のためナポリに戻らされた。
1328年にカルロは父に先立ち死去し、娘のジョヴァンナが1343年にナポリ女王となった。